# Castillo de Fraumir
El Castillo de Fraumir es un castillo del municipio de Gósol (Bergadá) en la provincia de Barcelona declarado Bien Cultural de Interés Nacional.

## Descripción
Del castillo solamente se conserva un trozo del muro de la fortificación construido sobre una roca llena de vegetación y basura. El paramento es a base de pequeños sillares dispuestos en hiladas sin trabajar y unidos con mortero.

## Historia
El lugar está documentado desde el siglo XII como uno de los límites de una compraventa dentro del término del castillo de Gósol. En 1196 se encuentra documentado que Guillem de Fraumir y el linaje se extiende durante todo el siglo XIII, época en que fue construido el castillo. El año 1309 era de Berga y Sibila, condesa de Pallars, que lo vendió a Jaime II en estos años, así como de otros castillos. Posteriormente los reyes lo cedieron a la familia Tous y Carbesí.